# Phacellium episphaerium
Phacellium episphaerium är en svampart som först beskrevs av Jean Baptiste Desmazières, och fick sitt nu gällande namn av U. Braun 1990. Phacellium episphaerium ingår i släktet Phacellium och familjen Mycosphaerellaceae.   Inga underarter finns listade i Catalogue of Life.